# 马拉卡伊
马拉卡伊是巴西圣保罗州的一个市镇。总面积533.024平方公里，总人口13166人，人口密度24.7人/平方公里。